# 木下八百子
木下 八百子（きのした やおこ、1892年6月 - 1967年8月29日）は、日本の女優である。本名は木下 徳子（きのした とくこ）。

## 人物・来歴
1892年（明治25年）6月、東京府東京市日本橋区浜町（現在の東京都中央区日本橋浜町）に「木下徳子」として生まれる。
東京・築地にあった旧制・女子英語学校を卒業、満20歳を迎える1912年（明治45年）、大阪の松竹女優劇に出演している。翌1913年（大正2年）、東京・牛込区の牛込高等演芸館に出演、新劇女優としての初舞台であった。この頃、演劇界の恋人・山本有三と交際を始めるが、二年間で終わった。1915年（大正4年）からは、天然色活動写真（天活）が製作する映画や、浅草のみくに座、浅草公園六区の三友館での映画と演劇を組み合わせた連鎖劇に、藤野秀夫、井上正夫、中野信近らとともに出演、なかでも『不如帰』、『呪の蛇』で人気を獲得した。1917年（大正6年）、天活から分離独立した小林喜三郎の小林商会で、関根達発らと三友館で上映される映画に出演した。
その後、1921年（大正10年）ころには成美団で、富士野蔦枝らとともに活動する。1922年（大正11年）には、帝国キネマ演芸の映画に出演した。1924年（大正13年）、「木下八百子一座」を旗揚げした。
1967年（昭和42年）8月29日、死去した。満75歳没。

## フィルモグラフィ

### 天然色活動写真東京撮影所
1915年
- 『搭上の秘密』 : 監督井上正夫・吉野二郎、共演井上正夫・藤野秀夫、興行 浅草・みくに座
- 『不如帰』 : 監督吉野二郎、原作徳富蘆花、脚本山本勇三、共演藤野秀夫・井上正夫、興行 浅草・みくに座
- 『白菊草紙』 : 監督不明、共演井上正夫、興行 浅草・みくに座

1916年
- 『寒紅梅』 : 監督不明、共演藤野秀夫・井上正夫、興行 浅草・みくに座
- 『江戸の花』 : 監督不明、共演藤野秀夫・井上正夫、興行 浅草・みくに座
- 『花時雨』 : 監督不明、共演秋月邦武・井上正夫、興行 浅草・みくに座
- 『春の潮』 : 監督不明、共演秋月邦武・井上正夫、興行 浅草・みくに座
- 『花咲く家』 : 監督不明、興行 浅草・みくに座
- 『己が罪』 : 監督、原作菊池幽芳、共演中野信近、興行 浅草・三友館
- 『琵琶歌』 : 監督不明、共演中野信近、興行 浅草・三友館
- 『湖畔の家』 : 監督不明、共演中野信近、興行 浅草・三友館
- 『夕立雲』 : 監督不明、共演中野信近、興行 浅草・三友館
- 『千鳥が淵』 : 監督不明、共演中野信近、興行 浅草・三友館
- 『呪の蛇』 : 監督不明、興行 浅草・三友館

### 小林商会
1917年
- 『二人妻』 : 監督不明、共演関根達発、興行 浅草・三友館
- 『心の闇』 : 監督不明、共演関根達発、興行 浅草・三友館
- 『朧夜』 : 監督不明、興行 浅草・三友館
- 『侠艶録』 : 監督、原作佐藤紅緑、興行 浅草・三友館

### 帝国キネマ演芸
1922年
- 『小野訓導』 : 監督不明

1922年
- 『永遠不帰』 : 監督不明、興行 浅草・大東京

## 註
1. 1 2 3 4 5 6 7 8 9  木下八百子、『講談社 日本人名大辞典』、講談社、コトバンク、2009年12月1日閲覧。
2. 1 2 3 4 5  『芸能人物事典 明治大正昭和』、日外アソシエーツ、1998年、「木下八百子」の項。
3. ↑  『近代歌舞伎年表 京都篇 第7巻』、国立劇場近代歌舞伎年表編纂室、八木書店、2001年 ISBN 4840692297, p.452.